# Cossoidea
Cossoidea là một liên họ bướm đêm thuộc bộ Lepidoptera. Giống như liên họ gần gũi của nó Sesioidea, chúng là sâu đục thân, trên thân có nhiều gai với các đốt có thể di chuyển được cho phép chúng bò ra khỏi lỗ đục trong cây (Edwards et al., 1999).
Họ Limacodidae đôi khi cũng được xếp vào liên họ này ở bậc phân họ.

## Hình ảnh

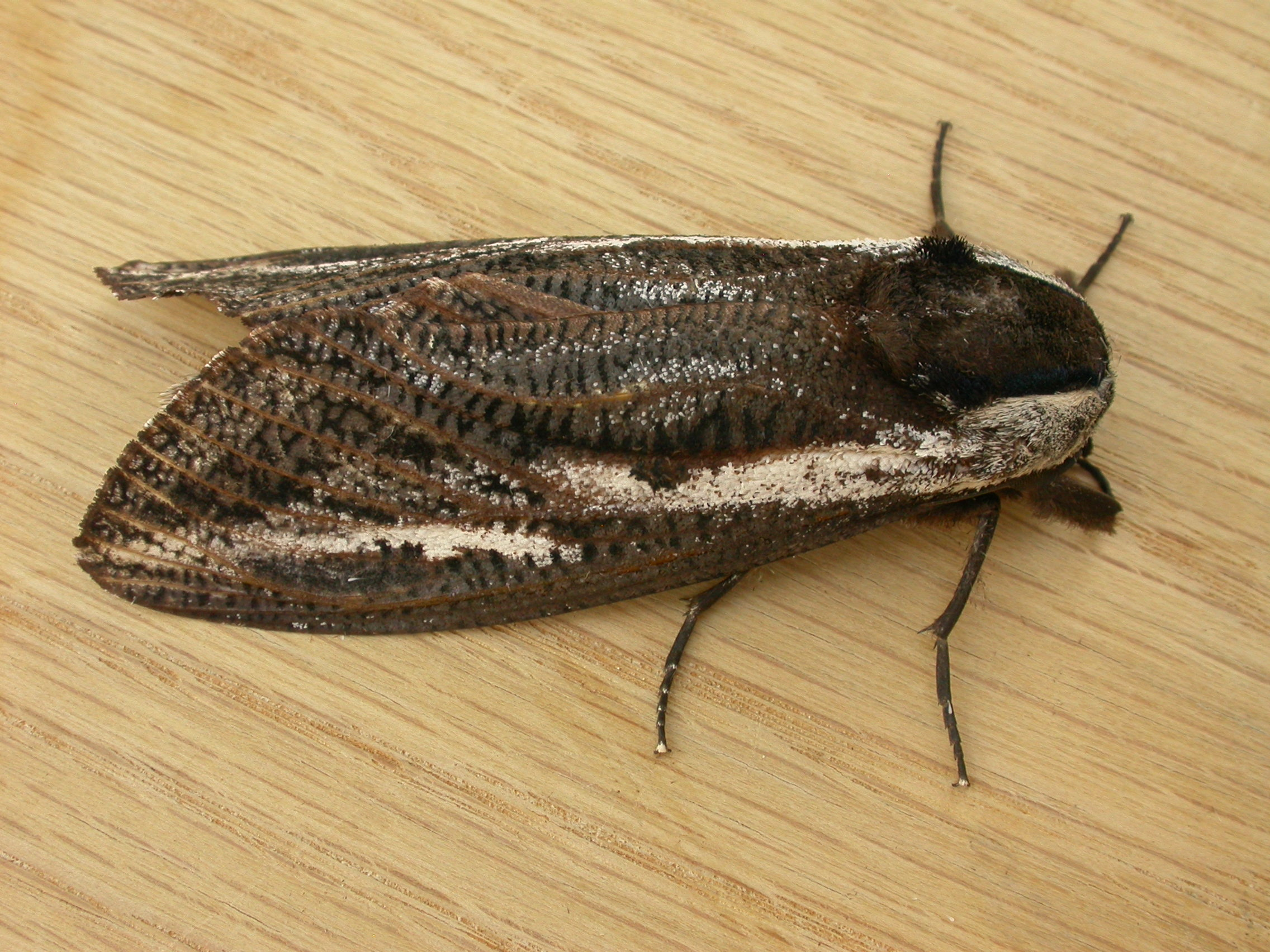